# Torneo de Umag 2009
El Torneo de Umag es un evento de tenis que se disputa en Umag, Croacia,  se juega entre el 27 de julio y el 2 de agosto de 2009.

## Campeones
- Individuales masculinos:  Nikolay Davydenko derrota a   Juan Carlos Ferrero, 6–3, 6–0.

- Dobles masculinos:  František Čermák /  Michal Mertiňák derrotan a  Johan Brunström /  Jean-Julien Rojer, 6–4, 6–4.